# Luigi Garzi

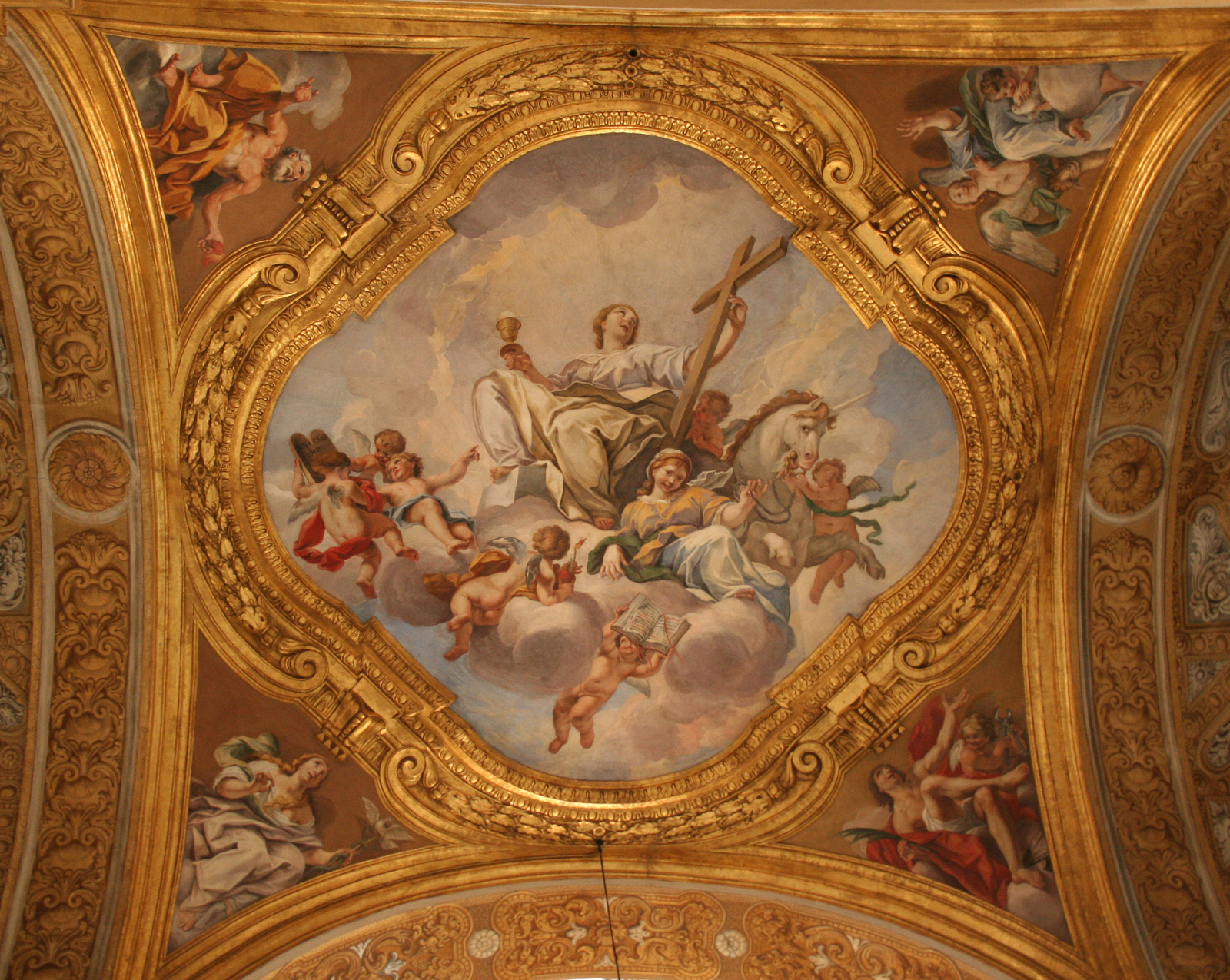
Alegoría de la Fe, fresco de la bóveda de la Basílica dei Santi Ambrogio e Carlo al Corso.

Luigi Garzi (Pistoya, 1638-Roma, 2 de abril de 1721) fue un pintor barroco italiano activo en Roma y en Nápoles.

## Biografía
Luigi Garzi, nacido en Pistoya aunque los historiadores contemporáneos le decían nacido en Roma, se estableció muy joven en esta ciudad, entrando a trabajar en el taller de Andrea Sacchi. La elección en 1667 del papa Clemente X, natural de Pistoya, determinó la formación de una corte papal enteramente formada por pistoiesi, que iba a atraer a Roma a algunos otros pintores de ese origen.
Alabado por su habilidad para componer grupos y su facilidad inventiva, recibió numerosos encargos para trabajar en iglesias y palacios tanto de Roma como de la Toscana y de Nápoles. En 1680 fue nombrado regente de la Congregación de los Virtuosos del Pantheon, una importante academia romana de pintores, y en 1682 fue nombrado príncipe de la Academia de San Lucas, en la que había ingresado en 1670.

## Obra
Entre las obras realizadas en Roma destacan las pinturas hechas al fresco en numerosas iglesias, entre ellas la Gloria de San Francisco en la bóveda de la iglesia de los Estigmas de San Francisco, la Alegoría de la Fe en la Basílica de los Santos Ambrosio y Carlos en el Corso (1680), y la decoración de la capilla Cybo en Santa María del Popolo (1686), con la Gloria del Padre Eterno. También son suyos buena parte de los frescos de la pequeña iglesia de Santa Bárbara de los Libreros, dedicados a la glorificación de la santa titular, y la Gloria de Santa Catalina, en Santa Catalina a Magnanapoli (1713), entre otros. 
Fuera de Roma Garzi participó en la decoración del Palazzo Buonaccorsi en Macerata, contribuyendo a la serie de frescos mitológicos de su decoración con el que representa a Vénus en la fragua de Vulcano. Dentro todavía de los Estados Pontificios trabajó en Fano, en la iglesia de San Felipe Neri, y en la concatedral de Cagli. En la Toscana trabajó en la decoración de la catedral de Massa y en la de Pescia, donde se conserva un lienzo de grandes dimensiones con la Asunción de la Virgen.
En Nápoles son pocas las obras conservadas, pero ejerció una profunda influencia sobre Paolo de Matteis, quien colaboró con él en los frescos del más importante encargo recibido en aquella ciudad: la decoración de la iglesia de Santa Caterina a Formiello. La última de sus obras, de nuevo en Roma, es el Profeta Joel pintado dentro de un amplio ciclo decorativo en la Basílica de San Juan de Letrán por encargo del papa Clemente XII, quien confió su ejecución entre 1718 y 1720 a un numeroso grupo de pintores.